# Schizonycha inaequalis
Schizonycha inaequalis är en skalbaggsart som beskrevs av Moser 1914. Schizonycha inaequalis ingår i släktet Schizonycha och familjen Melolonthidae. Inga underarter finns listade i Catalogue of Life.